# オニオンルーティング

オニオンルーティングの概念

オニオンルーティング（Onion routing）は、アメリカ海軍調査研究所の出資で開発された匿名通信技術である。経由するサーバを通過する度に暗号化が解除され、次の宛先にリレーされるという特徴がある。玉ねぎのように暗号化と復号が行われるため、オニオンルーティングという名称になった。